# Heinrich Debus

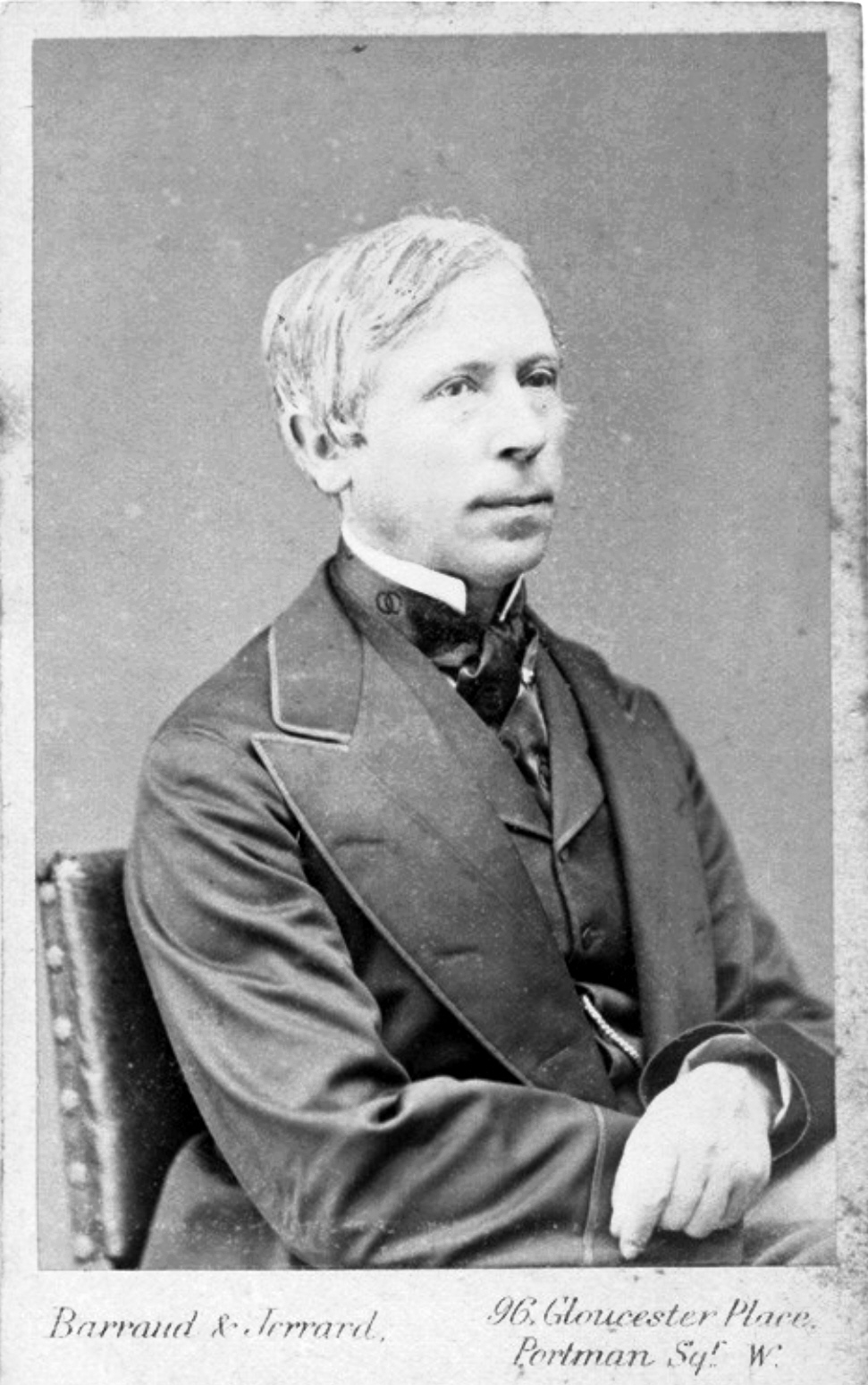
Heinrich Debus, um 1872

Heinrich Debus (* 13. Juli 1824 in Wolfhagen, Kurhessen; † 9. Dezember 1915 in Kassel) war ein deutscher Chemiker. 

## Leben
Sein Vater war der Färber Valentine Debus. Nachdem 1826 seine Mutter gestorben war und sein Vater ihre Schwester geheiratet hatte, wuchs er wenig später bei den Großeltern auf.
1838 besuchte er die Kasseler Gewerbeschule, wo ihn Robert Wilhelm Bunsen unterrichtete. Er studierte von 1845 bis 1848 Chemie in Marburg, ab 1847 als Assistent von Bunsen. 1848 wurde er mit einer Untersuchung über den roten Krapp-Farbstoff promoviert. (die erste Marburger Doktordisputation in Deutsch). 1851, als Bunsen nach Breslau ging, wurde er habilitiert.
Auf Vorschlag von Friedrich August Genth folgte er diesem als Professor in Marburg nach. 1851 wollte er ebenfalls Chemiegeschichte lesen, folgte dann aber einem Ruf an die Quäker-Einrichtung in Hampshire, das Queenwood College (möglicherweise auf Vermittlung von John Tyndall), als Nachfolger von Edward Frankland. 1856 arbeitete er kurzzeitig am Liebigschen Laboratorium in München. Er unterrichtete auch am Guy’s Hospital und am Royal Naval College in Greenwich.
1861 wurde er zum Mitglied der Royal Society gewählt. Nach seiner Rückkehr nach Deutschland im Jahr 1888 widmete er sich hauptsächlich historischen Arbeiten.

## Werk
Er arbeitete zu Schießpulver, schwefelorganischer Chemie, zur Alkoholoxidation und Blausäuresynthese. 1858 stellte er erstmals Imidazol durch Reaktion von Glyoxal mit NH3 her, woher der veraltete Name Glyoxalin stammt. Hermann Kolbe bestritt, dass es ein Aldehyd ist. 1863 synthetisierte er Methylamin durch katalytische Hydrierung von Cyanwasserstoff an Platin.

## Veröffentlichungen
- Erinnerungen an Robert Wilhelm Bunsen und seine wissenschaftlichen Leistungen: Für Studirende der Naturwissenschaften insbesondere der Chemie; Th.G. Fisher, 1901